# Freddie Joe Nunn
Freddie Joe Nunn (Contea di Noxubee, 9 aprile 1962 – Tyler, 16 ottobre 2021) è stato un giocatore di football americano statunitense che ha militato nel ruolo di defensive end nella National Football League (NFL).

## Carriera
Al college Nunn giocò a football a Ole Miss. Fu scelto dai St. Louis Cardinals nel corso del primo giro (diciottesimo assoluto) del Draft NFL 1985. Iniziò la sua carriera come defensive end e in seguito fu spostato nel ruolo di linebacker. Giocò con i Cardinals fino al 1993, dopo di che chiuse la carriera con gli Indianapolis Colts dal 1994 al 1996.
Al momento della sua morte, il 16 ottobre 2021, i 66,5 sack di Nunn erano un record di franchigia dei Cardinals. Quando il linebacker dei Cardinals Chandler Jones superò quel primato in una partita tre settimane dopo la morte di Nunn, Jones lo omaggiò mostrando una maglietta sotto la sua uniforme con il nome e la foto di Nunn.